# Василевичи
Василевичи (на беларуски: Васілевічы; на руски: Василевичи) е град в Беларус, разположен в Речицки район, Гомелска област. Населението на града през 2009 година е 3324 души (по приблизителна оценка от 1 януари 2018 г.).

## История
За пръв път селището е споменато през 16 век, през 1971 година получава статут на град.